# Claus Bo Larsen
Claus Bo Larsen (Odense, 1965. október 28. –) dán nemzetközi labdarúgó-játékvezető.

## Pályafutása

### Nemzeti játékvezetés
A játékvezetésből 1981-ben vizsgázott, 1988-ban minősítették országos játékvezetőnek, 1994-ben lett a Szuperliga játékvezetője. Az aktív nemzeti játékvezetéstől 2010-ben vonult vissza.

### Nemzetközi játékvezetés
A Dán labdarúgó-szövetség Játékvezető Bizottsága (JB) terjesztette fel nemzetközi játékvezetőnek, a Nemzetközi Labdarúgó-szövetség (FIFA) 1996-tól tartotta nyilván bírói keretében. Több nemzetek közötti válogatott – világbajnoki és Európa-kupa selejtezőt – és klubmérkőzést vezetett. FIFA JB besorolás szerint első kategóriás bíró. A dán nemzetközi játékvezetők rangsorában, a világbajnokság-Európa-bajnokság sorrendjében a 3. helyet foglalja el 20 találkozó szolgálatával. Az UEFA által szervezett labdarúgó kupasorozatokban összesen 42 mérkőzést vezetett, amivel a 38. helyen áll. Az aktív nemzetközi játékvezetéstől 2010-ben a FIFA 45 éves korhatárát elérve búcsúzott. Válogatott mérkőzéseinek száma: 27.

#### Világbajnokság
Nigéria az 1999-es ifjúsági labdarúgó-világbajnokságot, Hollandia a 2005-ös ifjúsági labdarúgó-világbajnokságot rendezte, ahol a FIFA JB bíróként alkalmazta.

##### 1999-es ifjúsági labdarúgó-világbajnokság
| Időpont           | Helyszín                      | Mérkőzés típusa              | Mérkőzés             | Eredmény | Nézők száma |
| ----------------- | ----------------------------- | ---------------------------- | -------------------- | -------- | ----------- |
| 1999. április 4.  | Ahmadou Bello Stadion, Kaduna | csoportmérkőzés (B. csoport) | Argentína–Kazahsztán | 1 – 0    | 16 000      |
| 1999. április 7.  | Ahmadou Bello Stadion, Kaduna | csoportmérkőzés (B. csoport) | Ghána–Argentína      | 1 – 0    | 5000        |
| 1999. április 10. | Ahmadou Bello Stadion, Kaduna | csoportmérkőzés (B. csoport) | Ghána–Kazahsztán     | 3 – 0    | 2000        |
| 1999. április 18. | Liberty Stadion, Ibadan       | egyik negyeddöntő            | Japán–Mexikó         | 2 – 0    | 17 000      |

##### 2005-ös ifjúsági labdarúgó-világbajnokság
| Időpont          | Helyszín                           | Mérkőzés típusa              | Mérkőzés           | Eredmény | Nézők száma |
| ---------------- | ---------------------------------- | ---------------------------- | ------------------ | -------- | ----------- |
| 2005. június 12. | Willem II Stadion, Tilburg         | csoportmérkőzés (E. csoport) | Szíria–Kanada      | 1 – 1    | 3500        |
| 2005. június 15. | Parkstad Limburg Stadion, Kerkrade | csoportmérkőzés (A. csoport) | Japán–Benin        | 1 – 1    | 12 500      |
| 2005. június 18. | Parkstad Limburg Stadion, Kerkrade | csoportmérkőzés (F. csoport) | Brazília–Dél-Korea | 2 – 0    | 8600        |
| 2005. június 22. | Univé Stadion, Emmen               | egyik nyolcaddöntő           | Kolumbia–Argentína | 1 – 2    | 8400        |

---
Három világbajnoki döntőhöz vezető úton Dél-Koreába és Japánba a XVII., a 2002-es labdarúgó-világbajnokságra, Németországba a XVIII., a 2006-os labdarúgó-világbajnokságra, valamint Dél-Afrikába a XIX., a 2010-es labdarúgó-világbajnokságra, a FIFA JB bíróként alkalmazta. Kiemelkedő foglalkoztatása ellenére sem kapott feladatot – sportpolitika – világbajnoki tornán. Selejtező mérkőzéseket UEFA és az OFC zónákban vezetett.

##### 2002-es labdarúgó-világbajnokság

###### Selejtező mérkőzés
| Időpont           | Helyszín                 | Mérkőzés típusa           | Mérkőzés        | Eredmény | Nézők száma |
| ----------------- | ------------------------ | ------------------------- | --------------- | -------- | ----------- |
| 2001. március 28. | Hardturm Stadion, Zürich | előselejtező (1. csoport) | Svájc–Luxemburg | 5 – 0    | 8600        |

##### 2006-os labdarúgó-világbajnokság

###### Selejtező mérkőzés
| Időpont             | Helyszín                        | Mérkőzés típusa              | Mérkőzés                   | Eredmény | Nézők száma |
| ------------------- | ------------------------------- | ---------------------------- | -------------------------- | -------- | ----------- |
| 2004. május 29.     | Hindmarsh Stadion, Adelaide     | döntő csoport                | Ausztrália–Új-Zéland       | 1 – 0    | 12 130      |
| 2004. június 6.     | Hindmarsh Stadion, Adelaide     | döntő csoport                | Fidzsi-szigetek– Új-Zéland | 0 – 0    | 2000        |
| 2005. november 12.  | Centenario Stadion, Montevideo  | Rájátszás CONMEBOL/OFC zónák | Uruguay–Ausztrália         | 1 – 0    | 55 000      |
| 2004. szeptember 8. | Hampden Park,, Glasgow          | előselejtező (5. csoport)    | Skócia–Szlovénia           | 0 – 0    | 38 279      |
| 2004. október 13.   | GSP Stadion, Nicosia            | előselejtező (4. csoport)    | Ciprus–Franciaország       | 0 – 2    | 3319        |
| 2005. március 26.   | Na Stinadlech Stadion, Teplice  | előselejtező (1. csoport)    | Csehország–Finnország      | 4 – 3    | 16 200      |
| 2005. szeptember 7. | Polish Army Stadion, Varsó      | előselejtező (6. csoport)    | Lengyelország–Wales        | 1 – 0    | 13 500      |
| 2005. október 12.   | Szusza Ferenc Stadion, Budapest | előselejtező (8. csoport)    | Magyarország–Horvátország  | 0 – 0    | 6979        |

##### 2010-es labdarúgó-világbajnokság

###### Selejtező mérkőzés
| Időpont             | Helyszín                       | Mérkőzés típusa           | Mérkőzés                 | Eredmény | Nézők száma |
| ------------------- | ------------------------------ | ------------------------- | ------------------------ | -------- | ----------- |
| 2008. szeptember 6. | Ernst Happel Stadion, Bécs     | előselejtező (7. csoport) | Ausztria–Franciaország   | 3 – 1    | 48 000      |
| 2009. április 1.    | Wembley Stadion, London        | előselejtező (6. csoport) | Anglia–Ukrajna           | 2 – 1    | 87 548      |
| 2009. június 6.     | Vaszil Levszki Stadion, Szófia | előselejtező (8. csoport) | Bulgária–Írország        | 1 – 1    | 38 000      |
| 2009. szeptember 9. | Hampden Park, Glasgow          | előselejtező (9. csoport) | Skócia–Hollandia         | 0 – 1    | 51 230      |
| 2009. október 10.   | Generali Stadion, Prága        | előselejtező (3. csoport) | Csehország–Lengyelország | 2 – 0    | 14 010      |
| 2009. november 14.  | Luzsnyiki Stadion, Moszkva     | rájátszás (1. mérkőzés)   | Oroszország–Szlovénia    | 2 – 1    | 71 600      |

#### Európa-bajnokság
Ausztria rendezte az 1996-os U16-os labdarúgó-Európa-bajnokságot, ahol az Európai Labdarúgó-szövetség (UEFA) JB társaihoz hasonlóan, bemutatta a nemzetközi résztvevőknek.
---
Négy európai-labdarúgó torna döntőjéhez vezető úton Belgiumba és Hollandiába a XI., a 2000-es labdarúgó-Európa-bajnokságra, Portugáliába a XII., a 2004-es labdarúgó-Európa-bajnokságra, Ausztriába és Svájcba a XIII., a 2008-as labdarúgó-Európa-bajnokságra, illetve Ukrajnába és Lengyelországba a XIV., a 2012-es labdarúgó-Európa-bajnokságra az UEFA JB játékvezetőként foglalkoztatta.

##### 2000-es labdarúgó-Európa-bajnokság

###### Selejtező mérkőzés
| Időpont         | Helyszín                            | Mérkőzés típusa           | Mérkőzés             | Eredmény | Nézők száma |
| --------------- | ----------------------------------- | ------------------------- | -------------------- | -------- | ----------- |
| 1999. június 5. | José de Alvalade Stadion, Lisszabon | előselejtező (7. csoport) | Portugália–Szlovákia | 1 – 0    | 20 300      |

##### 2004-es labdarúgó-Európa-bajnokság

###### Selejtező mérkőzés
| Időpont              | Helyszín                      | Mérkőzés típusa           | Mérkőzés                     | Eredmény | Nézők száma |
| -------------------- | ----------------------------- | ------------------------- | ---------------------------- | -------- | ----------- |
| 2003. június 11.     | Windsor Park Stadion, Belfast | előselejtező (6. csoport) | Észak-Írország–Spanyolország | 0 – 0    | 11 365      |
| 2003. szeptember 10. | Skonto Stadion, Riga          | előselejtező (4. csoport) | Lettország–Magyarország      | 3 – 1    | 6000        |

##### 2008-as labdarúgó-Európa-bajnokság

###### Selejtező mérkőzés
| Időpont             | Helyszín                               | Mérkőzés típusa           | Mérkőzés                 | Eredmény | Nézők száma |
| ------------------- | -------------------------------------- | ------------------------- | ------------------------ | -------- | ----------- |
| 2006. szeptember 6. | Vaszil Levszki Nemzeti Stadion, Szófia | előselejtező (G. csoport) | Bulgária–Szlovénia       | 3 – 0    | 16 000      |
| 2007. június 2.     | Pankritio Stadion, Iráklio             | előselejtező (C. csoport) | Görögország–Magyarország | 2 – 0    | 16 000      |
| 2007. augusztus 22. | Hanrapetakan Stadion, Jereván          | előselejtező (A. csoport) | Örményország–Portugália  | 1 – 1    | 15 550      |
| 2007. november 17.  | Śląski Stadion, Chorzów                | előselejtező (A. csoport) | Lengyelország–Belgium    | 2 – 0    | 47 000      |

##### 2012-es labdarúgó-Európa-bajnokság

###### Selejtező mérkőzés
| Időpont             | Helyszín                 | Mérkőzés típusa           | Mérkőzés                 | Eredmény | Nézők száma |
| ------------------- | ------------------------ | ------------------------- | ------------------------ | -------- | ----------- |
| 2010. szeptember 7. | Maksimir Stadion, Zágráb | előselejtező (F. csoport) | Horvátország–Görögország | 0 – 0    | 24 399      |

#### OFC-nemzetek kupája
Ausztrália rendezte a 7., a 2004-es OFC-nemzetek kupája tornát, ahol az OFC JB hivatalnokként foglalkoztatta.
| Időpont         | Helyszín                    | Mérkőzés típusa       | Mérkőzés                  | Eredmény | Nézők száma |
| --------------- | --------------------------- | --------------------- | ------------------------- | -------- | ----------- |
| 2004. június 6. | Hindmarsh Stadion, Adelaide | első forduló (2. kör) | Új-Zéland–Fidzsi-szigetek | 2 – 0    | 2000        |

#### Olimpia
Görögország rendezte a XXVIII., a 2004. évi nyári olimpiai játékokat, ahol a FIFA JB meghívására játékvezetőként szolgálta a labdarúgást.
| Időpont             | Helyszín                    | Mérkőzés típusa              | Mérkőzés             | Eredmény | Nézők száma |
| ------------------- | --------------------------- | ---------------------------- | -------------------- | -------- | ----------- |
| 2004. augusztus 14. | Karaiskaki Stadium, Pireusz | csoportmérkőzés (A. csoport) | Dél-Korea–Mexikó     | 1 – 0    | 14 026      |
| 2004. augusztus 18. | Karaiskaki Stadium, Pireusz | csoportmérkőzés (B. csoport) | Paraguay–Olaszország | 1 – 0    | 24 160      |

#### Nemzetközi kupamérkőzések
Vezetett kupadöntők száma: 1.

##### UEFA-szuperkupa
| Időpont             | Helyszín                  | Mérkőzés típusa | Mérkőzés                                         | Eredmény | Nézők száma |
| ------------------- | ------------------------- | --------------- | ------------------------------------------------ | -------- | ----------- |
| 2008. augusztus 29. | II. Lajos Stadion, Monaco | döntő           | Manchester United FC–FK Zenyit Szankt-Petyerburg | 1 – 2    | 18 064      |

##### FIFA-klubvilágbajnokság
| Időpont            | Helyszín               | Mérkőzés típusa | Mérkőzés                                   | Eredmény | Nézők száma |
| ------------------ | ---------------------- | --------------- | ------------------------------------------ | -------- | ----------- |
| 2007. december 12. | Nemzeti Stadion, Tokió | egyik elődöntő  | Étoile du Sahel (tunéziai)–CA Boca Juniors | 0 – 1    | 37 255      |

##### UEFA-bajnokok ligája
| Időpont             | Helyszín                            | Mérkőzés típusa         | Mérkőzés                          | Eredmény |
| ------------------- | ----------------------------------- | ----------------------- | --------------------------------- | -------- |
| 2009. augusztus 25. | Oláh Gábor utcai stadion, Debrecen, | rájátszás (2. mérkőzés) | Debreceni VSC–PFK Levszki Szofija | 2 – 0    |

## Szakmai sikerek
A IFFHS (International Federation of Football History & Statistics) 1987-2011 évadokról tartott nemzetközi szavazásán 151, játékvezető besorolásával minden idők 53, legjobb bírójának rangsorolta, holtversenyben Keith Hackett, Terje Hauge, Zoran Petrović társaságában.

## Magyar vonatkozás
| Időpont         | Helyszín             | Mérkőzés típusa     | Mérkőzés                 | Eredmény | Nézők száma |
| --------------- | -------------------- | ------------------- | ------------------------ | -------- | ----------- |
| 2010. május 29. | Népstadion, Budapest | válogatott mérkőzés | Magyarország–Németország | 0 – 3    | 13 000      |